# Paul Thiébault
Pour les articles homonymes, voir Thiebaud, Thiébault, Thiébaut (homonymie).
 (octobre 2019).
Si vous disposez d'ouvrages ou d'articles de référence ou si vous connaissez des sites web de qualité traitant du thème abordé ici, merci de compléter l'article en donnant les références utiles à sa vérifiabilité et en les liant à la section « Notes et références ».

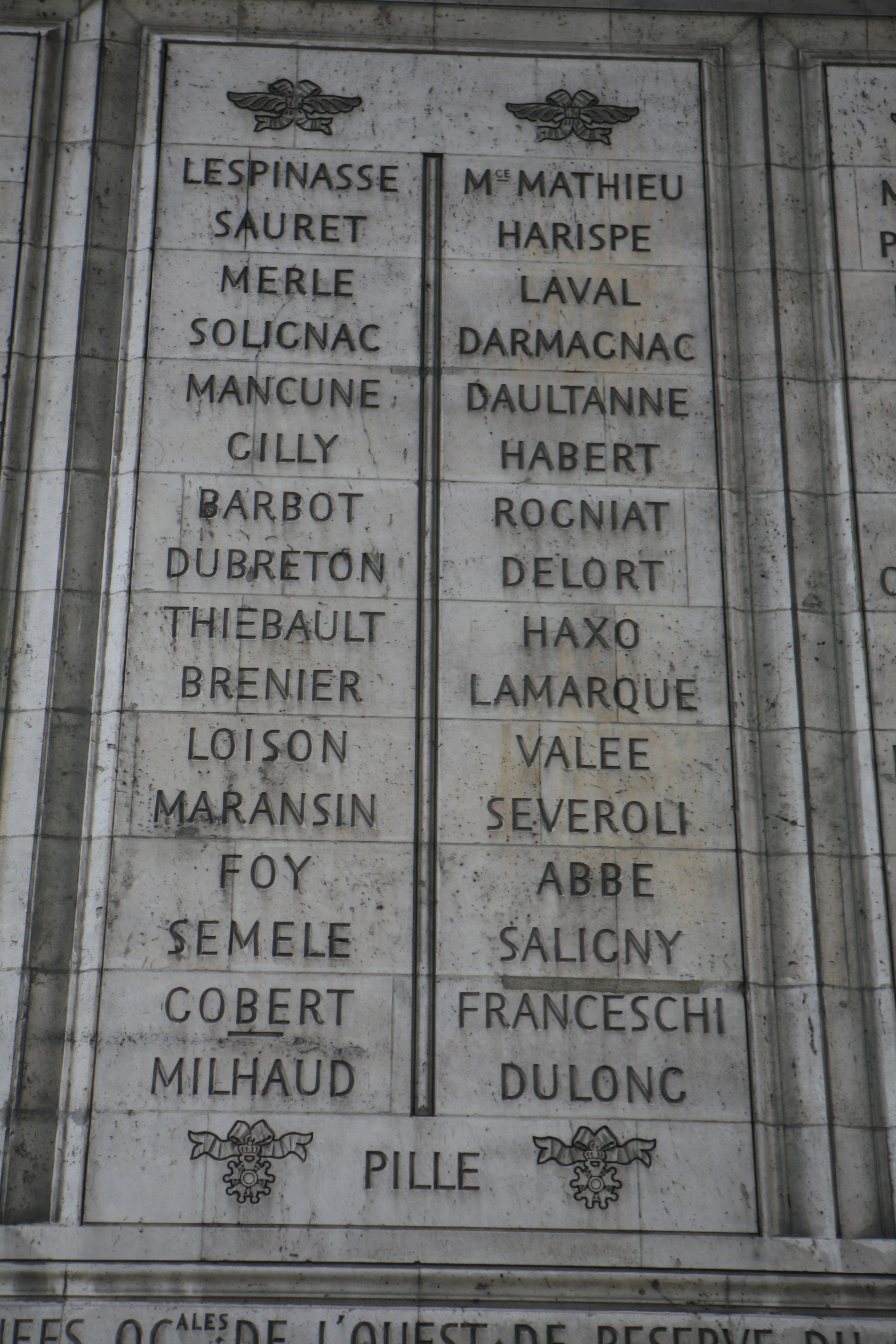
Noms gravés sous l'arc de triomphe de l'Étoile : pilier Ouest, 35e et.

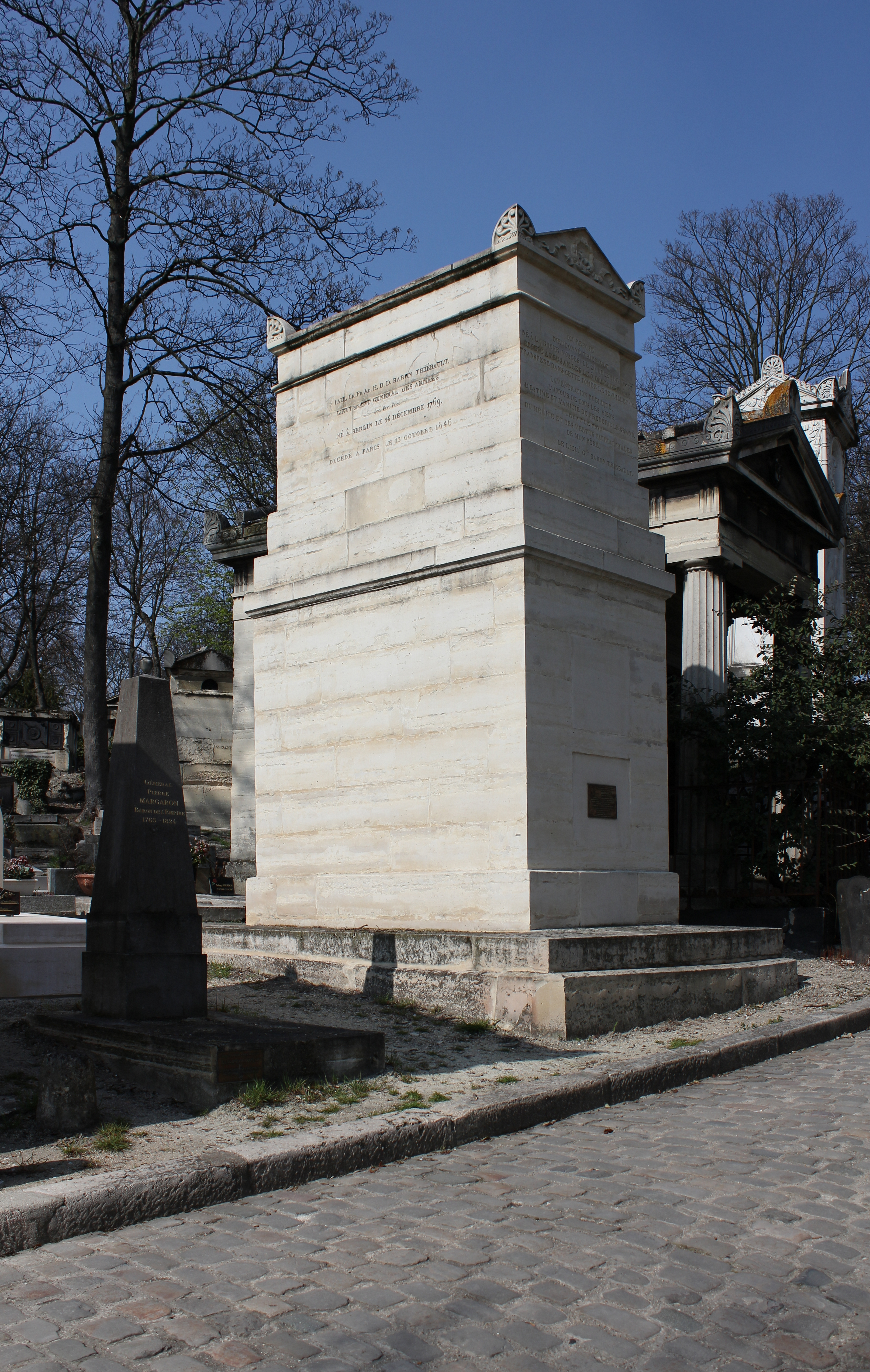
Tombe au cimetière du Père-Lachaise (division 39).

Paul Charles François Adrien Henri Dieudonné Thiébault, né le 14 décembre 1769 à Berlin et mort le 13 octobre 1846 à Paris, est un général de division d’Empire.

## Avant la Révolution
Paul Thiébault naît à Berlin, où son père Dieudonné Thiébault, devenu ami avec Frédéric le Grand, est professeur de grammaire générale à l’École militaire de Berlin. En 1784, la famille s’établit en France lorsque Dieudonné Thiébault est nommé professeur au collège d’Épinal dans les Vosges. Paul est alors adolescent. Dieudonné Thiébault trouve ensuite, toujours à Épinal, un emploi administratif d'inspecteur des rôles qu’il occupe jusqu’en 1792.

## Carrière militaire

### Sous la Révolution
En 1789, Paul Thiébault est grenadier de la garde parisienne en 1789. Le 10 août, il sauve plusieurs personnes de la fureur du peuple. Le 16 novembre, il est nommé sergent.
Le 20 août 1792 il se porte volontaire au 13e bataillon de volontaires de Paris également appelé bataillon de la Butte des Moulins, mais en est renvoyé pour raisons de santé fin novembre. Commissaire adjoint du pouvoir exécutif à Tournai le 14 janvier 1793, il est nommé lieutenant au 1er régiment de chasseurs à cheval le 22 février, puis capitaine au 2e régiment de hussards un mois plus tard. Inculpé de complicité de trahison après celle de Dumouriez, il est arrêté le 9 avril 1793, emprisonné le 20 avril. Il réussit à se faire innocenter. Remis en liberté le 27 mai, il s’engage à nouveau, d’abord dans l’armée du Rhin, puis dans l’armée du Nord jusqu’en 1794. Il est à la reprise du Quesnoy le 15 août 1794, devient capitaine au 2e bataillon de tirailleurs en octobre, puis commande un bataillon de tirailleurs belges sous les ordres de Jean-Baptiste Dumonceau au siège de Breda le 27 décembre. Montant en grade rapidement, il est nommé adjoint de l'adjudant-général Solignac à l’armée d’Italie le 29 novembre 1795.
Il sert à Rivoli le 14 janvier 1797, devient chef de bataillon le 7 novembre, se distingue lors de l’assaut de Naples en janvier 1799 et est nommé adjudant-général chef de brigade le 20 janvier. Il sert à Manfredonia, San Germano et Isola, puis est mis en congé en juin.
Rappelé le 4 janvier 1800 il est de nouveau affecté à l’armée d’Italie, où il sert à l’état-major de Masséna au siège de Gênes en avril ; il est nommé provisoirement général de brigade par Masséna lors de la reprise du fort de Quezzi le 30 avril, puis mis à nouveau en congé le 9 août. Il est confirmé dans le grade de général de brigade par arrêté des consuls le 6 mars 1801.

### Consulat et Empire
Paul Thiébault exerce diverses fonctions en France de 1801 à 1805. Appelé à la Grande Armée le 31 août 1805, il y commande la 2e brigade de la division Saint-Hilaire à la place de Daultanne le 25 septembre. Lors de la bataille d’Austerlitz, il commande la 2e brigade de la 1re division d’infanterie, en soutien de Vandamme : il fait donc partie du corps d’armée qui monte à l’assaut et prend le plateau de Pratzen. Il est blessé au bras droit et à l'épaule au cours de la bataille.
Nommé gouverneur du pays de Fulda le 23 octobre 1806, il est ensuite transféré en août 1807 à l’armée du Portugal comme chef d'état-major de Junot ; puis en Espagne. Il sert à Vimeiro le 21 août 1808.
Il est promu général de division le 17 novembre 1808. Il devient chef d'état-major du 8e Corps de l'Armée d'Espagne sous Junot, le 15 décembre. Il commande ensuite les trois provinces basques, puis celle de Burgos. Il est autorisé à rentrer en France en février 1810. Il devient gouverneur de Salamanque en mai 1810, puis chef d'état-major du 9e Corps sous Drouet d'Erlon du 28 octobre au 1er avril 1811, et enfin gouverneur de la Vieille Castille, de Toro, Zamora, Ciudad-Rodrigo et Almeida.
Paul Thiébault est nommé baron d'Empire le 30 juin 1811. Il remporte la victoire à la bataille d'Aldea de Ponte le 27 septembre. Le 29 septembre il réussit dans sa mission de ravitailler Ciudad Rodrigo à partir de Salamanque. Il est commandant d'une division à l'armée du Nord sous Dorsenne le 27 janvier 1812. En janvier 1813, il est renvoyé en congé en France par suite de dissentiments avec son général en chef Caffarelli .
Affecté en Allemagne à Mayence en mars 1813, il commande sous les ordres de Davout la 3e division d’infanterie à la Grande Armée, à Hambourg du 18 juin au 1er juillet. Il commande la 4e division d'infanterie du 13e Corps de la Grande Armée sous Davout au siège de Hambourg du 1er juillet 1813 au 31 mai 1814. Nommé chevalier de Saint-Louis le 31 juillet 1814, il est mis en non-activité le 1er septembre 1814.
Au retour de l’Empereur, il se rallie. Pendant les Cent-Jours, il est nommé à la défense de Paris en juin 1815 puis il commande la 18e division militaire à Dijon en septembre. Il est mis en non-activité le 24 octobre, puis admis à la retraite le 1er janvier 1825. Il est promu grand officier de la Légion d'honneur le 24 avril 1843.
Il meurt à Paris le 13 octobre 1846. Il repose, avec son père Dieudonné Thiébault au cimetière du Père-Lachaise (division 39).

## Mémoires
Ses mémoires sont une source précieuse pour l’histoire du Premier Empire : ils fourmillent de détails, ses jugements sur les grands personnages de l’Empire sont souvent sans concession. Ils ont été publiés à Paris chez Plon-Nourrit, en plusieurs volumes, en 1896, sous le titre :  Mémoires du général baron Thiébault, 1806-1813.

## États de services
- 1792 : bataillon de volontaires de la Butte des Moulins
- 1793 : rengagé : armée du Rhin
- 1793-1794 : armée du Nord
- 1795-1799 : officier, armée d’Italie
- 1799 : mise en congé
- 1800 : rappel, armée d’Italie
- 1801 : général de brigade
- 1805 : blessé à Austerlitz
- 1806 : gouverneur de Fulda
- 1808 : général de division
- 1810 (mai) : gouverneur de Salamanque
- 1811 : gouverneur de Vieille-Castille
- 1815 : garnison de Paris

## Décorations et honneurs
- Légion d'honneur
  - Chevalier de la Légion d'honneur le 11 décembre 1803.
  - Commandeur de la Légion d'honneur le 14 juin 1804.
  - Grand officier de la Légion d'honneur le 24 avril 1843.
- Chevalier de Saint-Louis le 31 juillet 1814.
- Baron de l'Empire par lettres patentes en 1813.

Son nom figure sur l’arc de triomphe de l’Étoile, à Paris.

## Publications
- Journal des opérations militaires du siège et du blocus de Gênes, écrit en 1801
- Relation de l’expédition du Portugal faite en 1807 et 1808
- Manuel général du service des états-majors généraux et divisionnaires dans les armées
- Mémoires
- Du chant, et particulièrement de la romance, 1813

Son fils Adolphe (1797-1875) est instructeur militaire et amateur d’antiquités.
Des papiers personnels de Paul Thiébault sont conservés aux Archives nationales, site de Pierrefitte-sur-Seine, sous la cote 618AP : Inventaire des fonds.